# Diemen
Diemen es una localidad y un municipio de los Países Bajos en la provincia de Holanda Septentrional, y en el área metropolitana de Ámsterdam. Está atravesada por el canal Ámsterdam-Rin y por el río Diem, del que toma el nombre, con el IJmeer al norte. Cuenta con una superficie de 14,04 km², de los que 2,05 km² ocupados por el agua, con una población el 1 de enero de 2014 de 25.930 habitantes, lo que supone una densidad de 2.167 h/km². 
Dentro del término municipal quedan comprendidas también las aldeas de Over-Diemen y Stammerdijk. La ciudad propiamente se divide en cinco distritos: Diemen-Noord, Oud-Diemen -zona antigua de la ciudad-, Diemen-Centrum, Diemen-Zuid y el exterior.

## Gobierno local
El concejo municipal de Diemen consta de 21 escaños, que en 2014 se distribuían:
- PvdA - 4 escaños
- VVD - 3 escaños
- SP - 3 escaños
- Leefbaar Diemen - 3 escaños
- CDA - 1 escaños
- GroenLinks - 2 escaños
- D66 - 3 escaños
- Partij van de Ouderen - 2 escaños

## Transporte
La A1 y A10 pasan por Diemen.

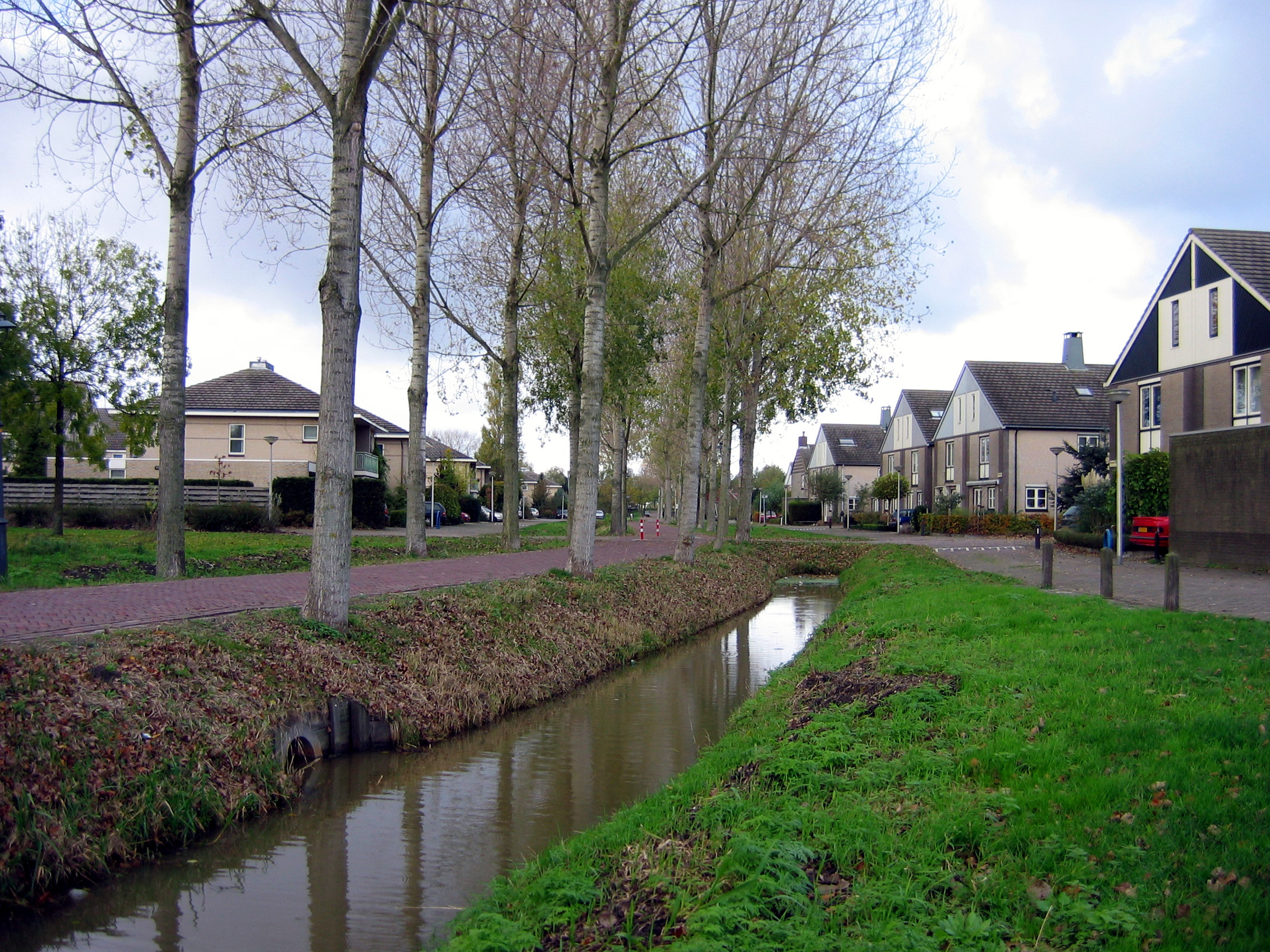
Diemen Noord

La ciudad tiene dos estaciones de ferrocarril: Diemen y Diemen Zuid. También tiene una estación del metro de Ámsterdam.

## Ciudades vecinas
| Noroeste: Ámsterdam    |                           | Nordeste: Ámsterdam (IJburg) |
|                        |                           |                              |
| Suroeste: Ouder-Amstel | Sur: Ámsterdam (Zuidoost) | Sureste: Muiden              |